# 高橋幸雄 (情報学者)
高橋 幸雄（たかはし ゆきお）は、日本の情報学者。独立行政法人情報通信研究機構 ネットワークセキュリティ研究所長。

## 来歴
- 京都大学理学部第二物理学専攻修士卒
- 郵政省電波研究所（現通信新総合研究所） 研究官
- 豪州CSIROで日豪科学技術研究者交流
- 宇宙電波応用研究室室長
- 独立行政法人情報通信研究機構 ネットワークセキュリティ研究所長